# Hvem kan sige nej til en engel
Hvem kan sige nej til en engel er det sjette studiealbum fra den danske sanger og musiker Kim Larsen. Albummet blev udgivet den 8. maj 1994 på Medley Records, og var produceret af Rugsted & Kreutzfeldt.
Efter den relative kommercielle fiasko med Kim Larsen & Bellami-albummet Wisdom Is Sexy, der resulterede i en aflyst turné, blev Kim Larsen genforenet med producer Poul Bruun for første gang siden 1989. Albummet er produceret i samarbejde med duoen Rugsted & Kreutzfeldt. Kim Larsen har beskrevet albummet som "en popplade, lidt mere afdæmpet end mine tidligere plader og kun med en smule guitarfræs på." Albummet har en "legetøjslyd" med "små dunk, dunk og pling, pling" da Larsen synes "det er skæg at lave sådan en lyd i en tid, hvor folk laver mere og mere alvorlig lyd."
Hvem kan sige nej til en engel var det tredje mest solgte album i Danmark i 1994 (kun overgået af Sanne Salomonsen-albummet Language of the Heart og Pa-Papegøje!), med 145.000 eksemplarer. I 2007 havde albummet rundet 186.000 solgte eksemplarer.

## Spor
| #   | Titel                            | Tekst                         | Musik                           | Længde |
| --- | -------------------------------- | ----------------------------- | ------------------------------- | ------ |
| 1.  | "Hvileløse hjerte"               | Kim Larsen, Martin Andersen   | Edvard Grieg                    | 2:44   |
| 2.  | "Dem jeg holder af"              | Larsen                        | Larsen                          | 3:38   |
| 3.  | "Den største sorg"               | Larsen                        | Larsen, Henning Pold            | 3:52   |
| 4.  | "Old hippie"                     | Larsen                        | Larsen                          | 2:51   |
| 5.  | "Græd dog ej"                    |                               | Patrick Doyle                   | 1:17   |
| 6.  | "Halleluja"                      | Larsen                        | Larsen                          | 2:46   |
| 7.  | "Vil du huske mig"               | Larsen, Rugsted & Kreutzfeldt | Larsen, Rugsted & Kreutzfeldt   | 3:29   |
| 8.  | "Syd for Køge"                   | Monrad & Rislund              | Monrad & Rislund                | 4:10   |
| 9.  | "Om hundrede år"                 | Larsen, Morten Huba Madsen    | Larsen                          | 3:51   |
| 10. | "Jeg ved du ved det"             | Larsen                        | Larsen                          | 3:42   |
| 11. | "Hvem kan sige nej til en engel" | Larsen                        | Larsen, Mikkel "Ørva" Håkonsson | 3:44   |
| 12. | "Guldregn"                       | Larsen, Carl Alstrup          | Larsen                          | 3:18   |
| 13. | "Den første guitar"              | Larsen                        | Larsen                          | 4:45   |
| 14. | "Mit flyvende tæppe"             | Larsen                        | Larsen                          | 3:37   |
| 15. | "Red min seng"                   | Larsen                        | Larsen                          | 4:08   |

## Personel
- Kim Larsen - vokal, guitar
- Jens Rugsted - bas, guitar, vokal, trommer, trommefills, producer
- Stig Kreutzfeldt -  synthesizer, trommer, vokal, mixer, computer, producer
- Martin Andersen - violin (1, 3, 6, 13, 15)
- Mikkel "Ørva" Håkonsson - synthesizer (6, 9)
- Paul Banks - guitar  (9)
- Per Morten Abrahamsen - foto
- Mand Over Bord - cover

## Hitlisteplaceringer
| Hitliste (1994) | Højeste placering |
| --------------- | ----------------- |
| Danmark         | 2                 |
| Norge           | 9                 |
| Sverige         | 36                |